# Olimpijśka
Olimpijśka (ukr. Олімпійська) – jedna ze stacji kijowskiego metra na linii Linia Obołonśko-Teremkiwśkiej. Została otwarta 19 grudnia 1981. 
Oryginalnie nazwa stacji brzmiała Respublikanski Stadion, od Stadion Republikańskiego (obecnie Stadion Olimpijski w Kijowie).